# Мурахи лізуть на дерево

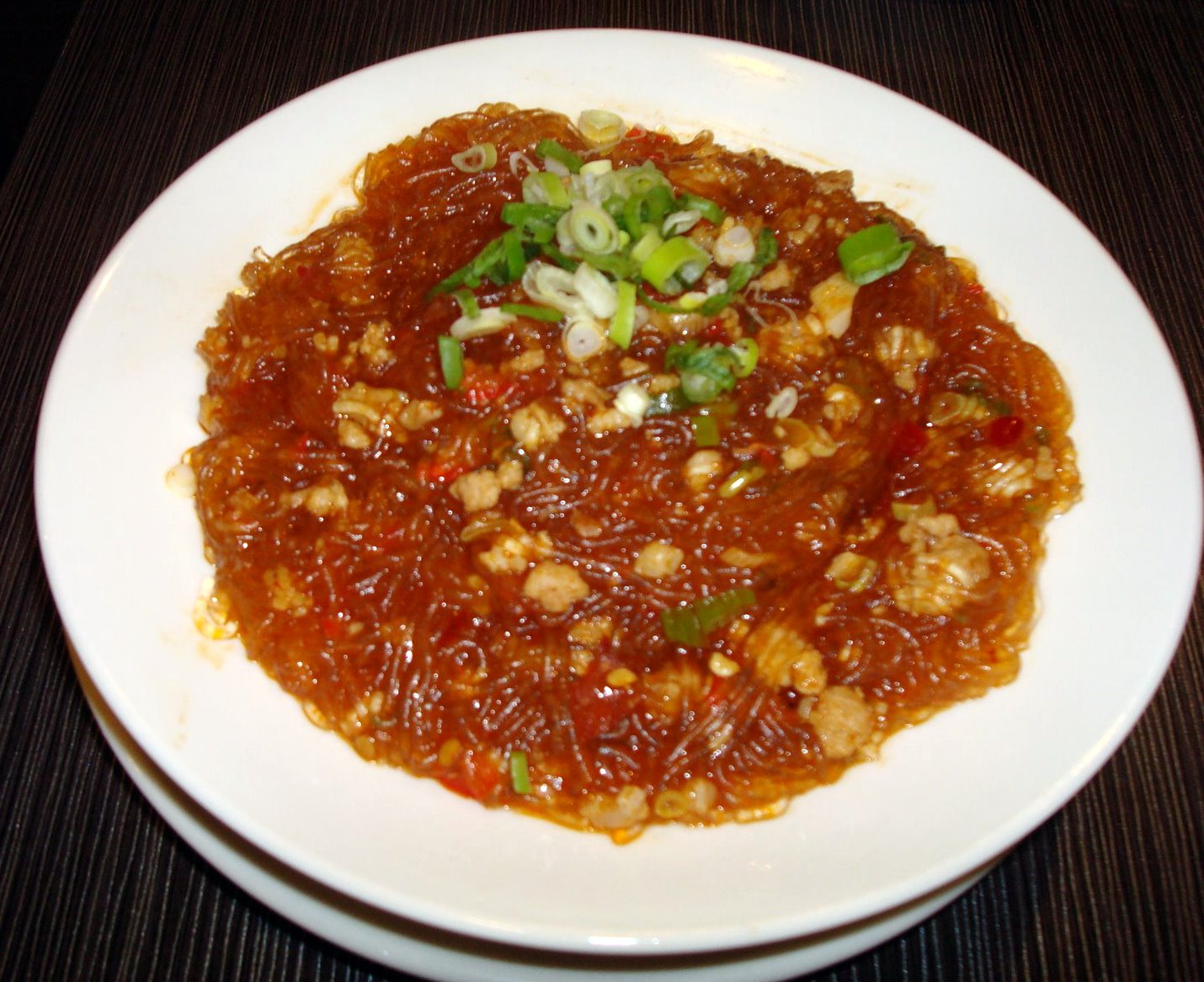
Мурахи лізуть на дерево

Мурахи лізуть на дерево (спрощ.: 蚂蚁上树; кит. трад.: 螞蟻上樹; піньїнь: Mǎyǐshàngshù) — класична сичуаньська страва китайської кухні. Назва страви китайською мовою Mayishangshu перекладається як «мурахи, що лазять по дереву», «мурахи по дереву», «мурахи, що повзають по дереву», «мурахи, що лазять на пагорб» або «мурахи, що лазять по колоді». 

## Короткий опис
Страва називається так тому, що вона містить шматочки фаршу, які прилипають до локшини, що нагадує мурах, які лізуть по гілочках. Страва складається з м'ясного фаршу (наприклад свинини), приготованого в соусі та политого на локшину фунчоза. Інші інгредієнти страви можуть включати рисовий оцет, соєвий соус, рослинну олію, кунжутну олію, цибулю, часник, імбир і пасту чилі.
Для приготування «мурашок» м'ясо недовго маринують при кімнатній температурі, а локшину замочують для розм'якшення. У воку олія розігрівається майже до диму. Зелену цибулю, часник та імбир злегка обсмажують у воку перед додаванням маринованого м'яса. Розм'якшену локшину додають у вок, щоб просочитися смаком і соком.

Суху локшину, яка ще не розм'якшилася, також можна обсмажити в розігрітій олії, щоб надати страві текстури. Локшина відразу набухне, її можна вийняти шумівкою з бамбука або нержавіючого дроту, а потім покласти на паперові рушники, щоб стекла, перш ніж додати до решти страви.

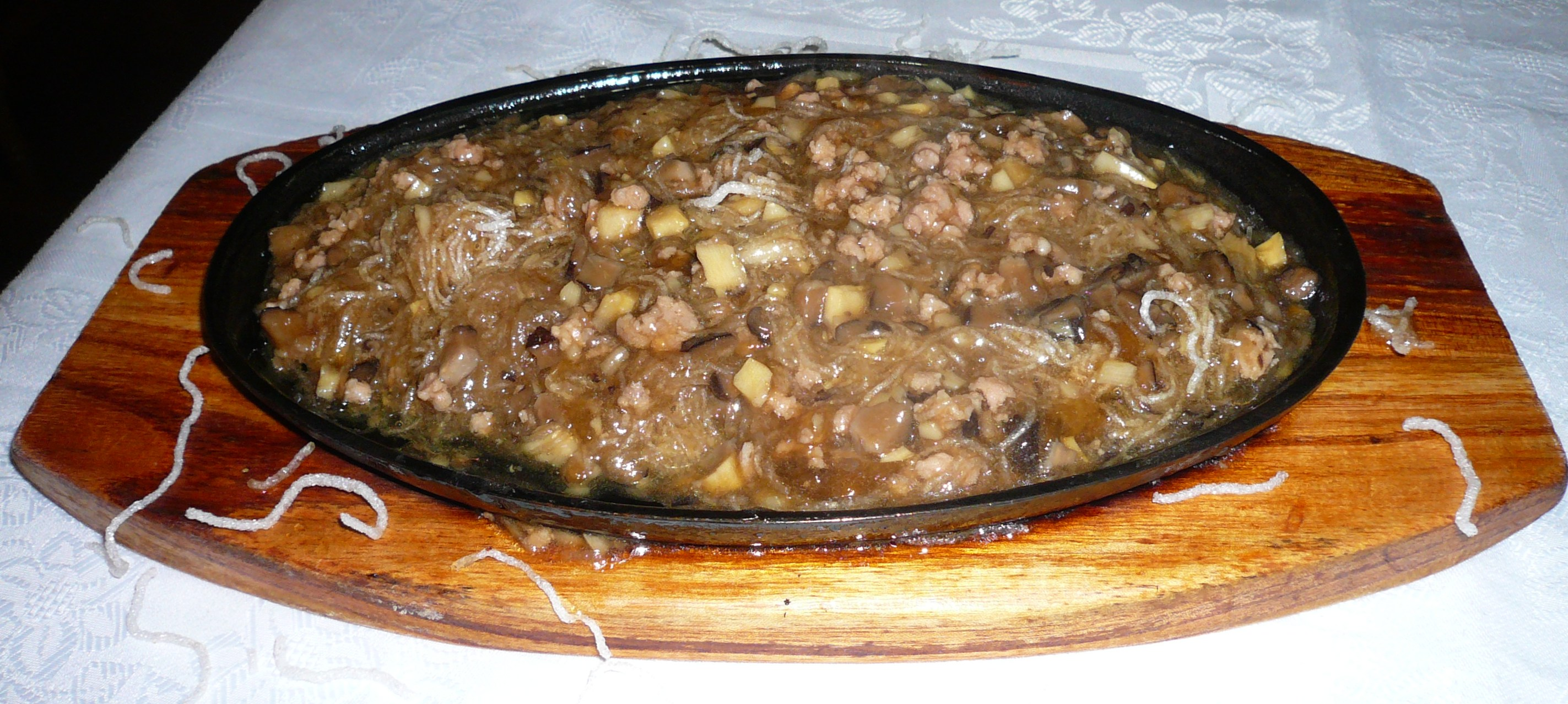
Мурахи лізуть на дерево